# Katedrala sv. Sofije u Kijevu
Katedrala sv. Sofije (ukrajinski: Собор Святої Софії ili Софійський собор) u Kijevu je izvanredan arhitektonski spomenik iz razdoblja Kijevske Rusi, najveća znamenitost grada Kijeva i prvi spomenik iz Ukrajine koji je upisan na UNESCO-v popis mjesta svjetske baštine u Europi, zajedno s obližnjim zasebnim manastirskim kompleksom Kijevo-pečerska lavra.

## Povijest
Gradnja katedrale sv. Sofije započeta je 1011. godine u vrijeme kijevskog kneza Vladimira Velikog koji je 988. prihvatio Kršćanstvo kao službenu religiju Kijevske Rusi. Katedrala je završena nakon 1037. godine, za kijevskog kneza Jaroslava Mudrog, poznatijeg kao velikog graditelja crkvi. Katedrala sv. Sofije ime je dobila po svojoj nešto poznatijoj istoimenoj izvornoj inačici u Konstantinopolu Aja Sofiji (grčki za "Crkva svete mudrosti"). Katedrala je izvorno bila mauzolejom Kijevskih vladara te su tu pored kneza Jaroslava Mudrog sahranjeni i Vladimir II. Monomah te Vsevolod I. Jaroslavič. 
Nakon što je Andrej Bogoljupski, knez Vladimir-Suzdalja, opustošio Kijev 1169. godine, te potom Mongoli 1240. godine, katedrala je u velikoj mjeri oštećena. Nakon Brestske crkvene unije 1596. godine, katedrala je pripala Ukrajinskoj grkokatoličkoj crkvi, ali ju je već 1633. godine preuzeo novoimenovani kijevski pravoslavni metropolit moldavskog porijekla Petro Mogila. On je naručio opsežnu obnovu koja je najočitija na gornjim dijelovima katedrale koje je izveo talijanski arhitekt Octaviano Mancini u prepoznatljivom stilu ukrajinskog baroka koji je mješavina talijanskog baroka i bizantske arhitekture. Radovi na njoj su izvođeni i tijekom napada kozačkog hetmana Ivana Mazepe, te je 1740. godine dovršena u današnji izgled.
Tijekom sovjetske vlasti, u duhu antivjerskog pokreta 1920-ih godina, ukrajinska sovjetsko-komunistička vlada je planirala srušiti katedralu kako bi se na njenom mjestu podigao "Park heroja Perekopa" kako bi se proslavila pobjeda Crvene armije na Krimu. Katedralu su spasili znanstvenici i povjesničari, ali su sovjetske vlasti ipak 1934. godine konfiscirale svu imovinu, a katedralu pretvorili u Muzej povijesti. 
Koncem 1980-ih pokrenuo se postupak vraćanja katedrale crkvenim vlastima, ali zbog sukoba Grkokatoličke i Pravoslavne ukrajinske crkve MP koje su obje polagale pravo na nju, to je odgođeno. Jedno vrijeme je pravoslavnim crkvama bilo dozvoljeno obavljanje vjerskih obreda u posebnim danima, ali nakon pokušaja sahrane patrijarha ukrajinske pravoslavne crkve, Volodimira, 1995. godine, što je izazvalo krvave proteste, crkva je zatvorena za vjerske obrede. Danas je samo Muzej kršćanstva, a većina njenih posjetitelja su turisti. 

UNESCO-va je komisija 15. rujna 2023., stavila je ovaj spomenik na Popis ugroženih mjesta svjetske baštine zbog ruske invazije na Ukrajinu.

## Odlike
Petobrodna crkva ima promjer 37 x 55 m, te ima pet apsida i 13 kupola, što nije bilo standardno u bizantskoj arhitekturi. S tri strane ju okružuje galerija na dva kata, a izvana je izvorno imala ukrasne plinte. Iznutra su sačuvani izvorni mozaici i freske na kojima je, između ostalih, prikazana Jaroslavova obitelj u molitvi.

## Poveznice
- Bizantska umjetnost
- Barokna arhitektura
- Turizam Ukrajine
- katedrala sv. Mihajla u Kijevu

## Vanjske poveznice
- 3D-model kijevske katedrale (3.2 Mb)  Arhivirana inačica izvorne stranice od 19. kolovoza 2011. (Wayback Machine)
- Službena stranica crkve (engl.)